# Lordomyrma bensoni
Lordomyrma bensoni är en myrart som beskrevs av Horace Donisthorpe 1949. Lordomyrma bensoni ingår i släktet Lordomyrma och familjen myror. Inga underarter finns listade i Catalogue of Life.

## Bildgalleri

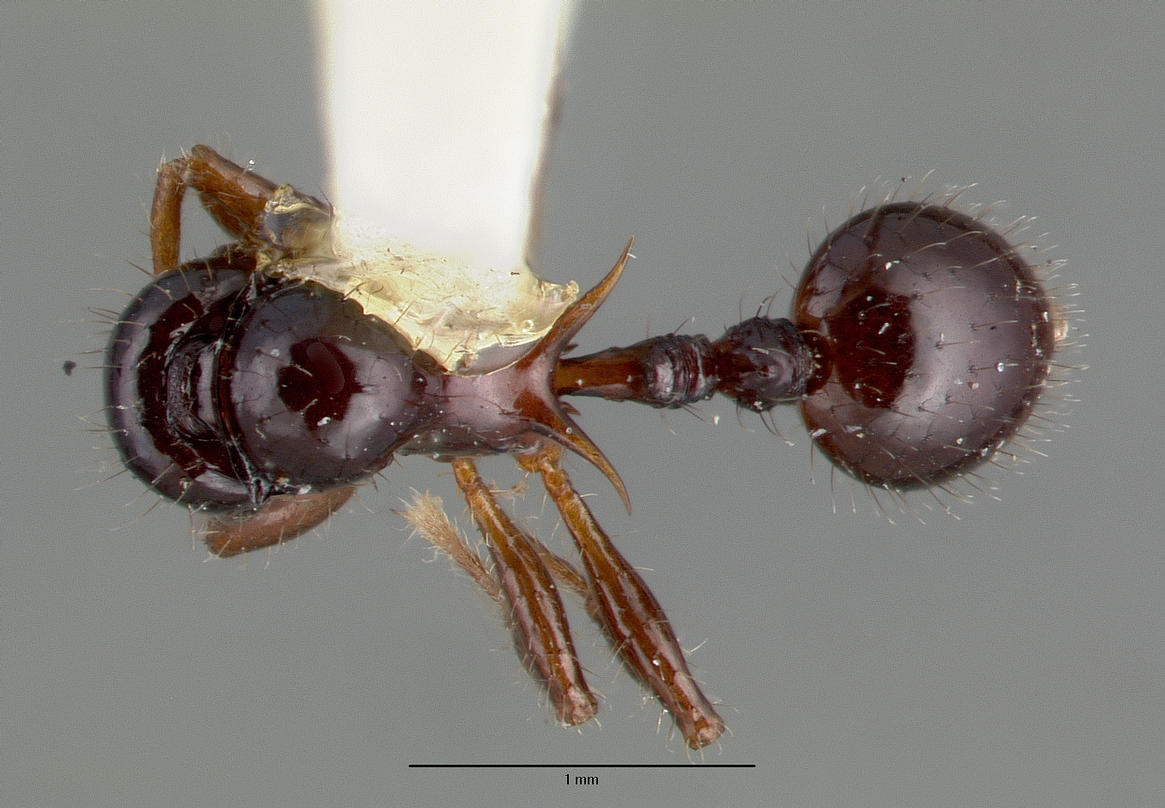
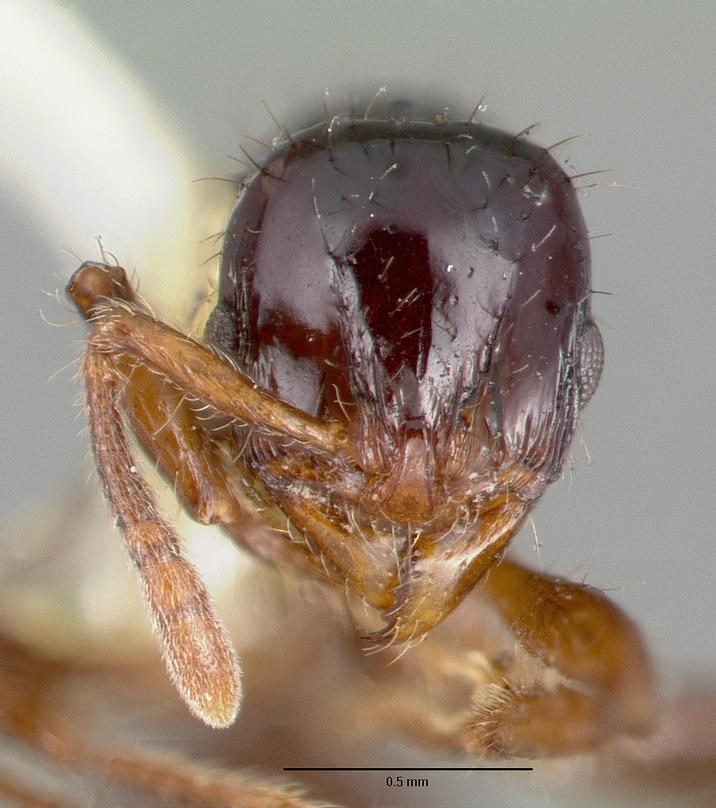
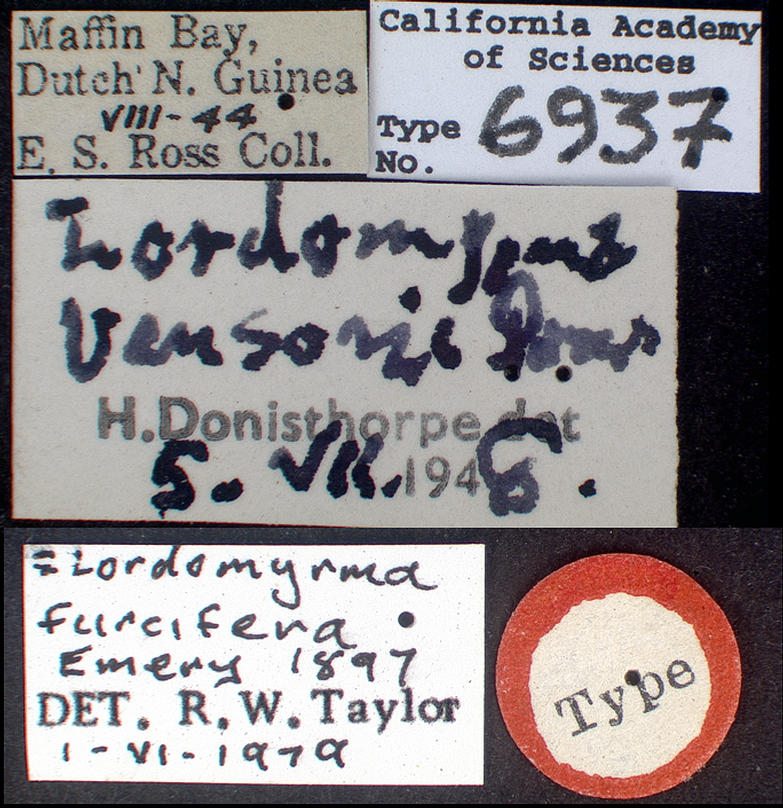
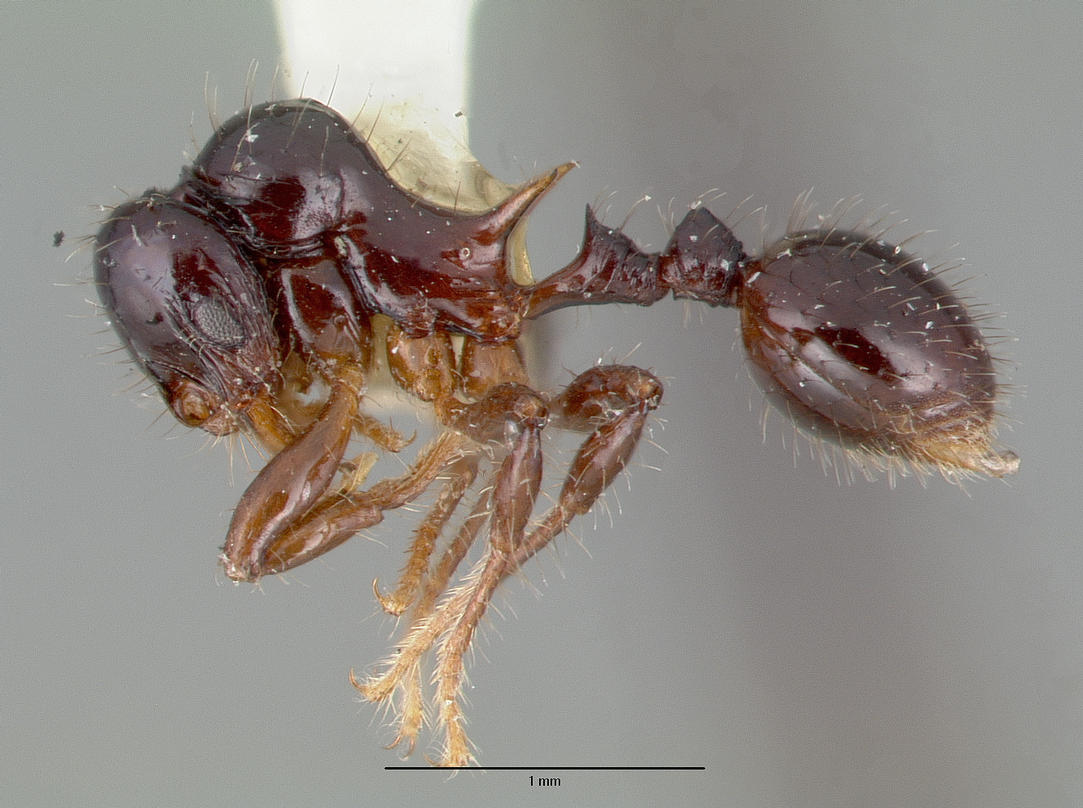